# Ebershausen
Ebershausen là một đô thị ở huyện Günzburg bang Bavaria thuộc nước Đức.